# Céline Céleste
Céline Céleste-Elliott, nota anche con lo pseudonimo di Madame Céleste (Parigi, 16 agosto 1815 – Parigi, 12 febbraio 1882), è stata un'attrice teatrale e ballerina francese.

## Biografia
La carriera di Céline Céleste si effettuò soprattutto in Gran Bretagna e negli Stati Uniti d'America.
Da bambina Céline evidenziò un talento precoce e così venne iscritta al Conservatoire national supérieur de musique et de danse de Paris come allieva, esibendosi con François-Joseph Talma.
I suoi studi, per specializzarsi, li fece alla scuola di ballo dell'Opéra national de Paris, esordendo a New York nel 1827, al teatro Bowery,, ballando un pas seul con una compagnia di danza parigina, e apparendo anche in balletti in locali più piccoli sulla costa orientale, ottenendo un rapido successo come danzatrice e mima nella commedia La scuola della maldicenza (The School for Scandal) di R. B. Sheridan.
In America sposò Henry Elliott di Baltimora, dal quale nel 1829 ebbe una figlia. Elliott morì subito dopo il matrimonio.
Trasferitasi In Gran Bretagna, a Londra, ebbe un altro grande successo nel 1831 in una commedia di attualità intitolata La spia francese (The French Spy), in cui interpretava un ruolo farsa nei panni di Hamet, un "ragazzo arabo" (in realtà una ragazza francese travestita). Lo spettacolo era basato sulla recente conquista francese di Algeri e la parte è stata creata appositamente per Céleste da J. T. Haines.
Realizzò con successo tournée nell'Europa continentale e anche in Australia.
Donna non baciata dalla bellezza, e difatti la sua stessa figura le consentiva di interpretare con successo parti maschili, sulla scena riusciva ad esercitare un certo fascino grazie alle sue doti espressive.
Il suo più grande successo risultò I cespugli verdi (The Green Bushes, 1844), scritto per lei da John Baldwin Buckstone.